# Porumbel verde cu gât roz
Porumbelul verde cu gât roz (Treron vernans) este o specie de pasăre din familia porumbeilor și turturelelor, Columbidae. Este originar din Cambodgia, Indonezia, Malaezia, Birmania, Filipine, Singapore, Thailanda și Vietnam. Habitatul său natural sunt pădurile tropicale sau subtropicale, pădurile de mangrove și pădurile montane.

## Taxonomie
Carl Linnaeus a descris porumbelul verde cu gât roz drept Columba vernans în 1771. Numele său specific, vernans, este derivat din cuvântul latin vernantis pentru „strălucitor” sau „înfloritor”. Ulterior a fost transferată în genul porumbeilor verzi Treron. În cadrul acestui gen, specia este înrudită cel mai strâns cu porumbelul verde cu piept portocaliu din India și Asia de Sud-Est. Au fost descrise până la nouă subspecii ale speciei, împreună cu rasa nominalizată, însă printre listele de verificare ornitologice importante se numără Birds of the World: Recommended English Names, Howard and Moore Complete Checklist of the Birds of the World și The Clements Checklist of Birds of the World nu acceptă nicio subspecie descrisă ca fiind valabilă și toate tratează specia ca fiind monotipă. Numai Handbook of the Birds of the World's HBW Alive enumeră subspecii, cu mențiunea că sunt necesare cercetări suplimentare pentru a determina dacă vreuna dintre ele este valabilă.
„Porumbelul verde cu gât roz” a fost desemnat drept denumirea comună oficială a speciei de către Congresul Ornitologic Internațional⁠(d).